# Boezems Kinderdijk
Boezems Kinderdijk este o arie protejată (arie de protecție specială avifaunistică — SPA) din Țările de Jos întinsă pe o suprafață de 331 ha, integral pe uscat.

## Localizare
Centrul sitului Boezems Kinderdijk este situat la coordonatele 51°52′49″N 4°38′55″E / 51.8802°N 4.6487°E.

## Înființare
Situl Boezems Kinderdijk a fost declarat arie de protecție specială avifaunistică în martie 2000 pentru a proteja 7 specii de animale.

## Biodiversitate
Situată în ecoregiunea atlantică, aria protejată nu include niciun habitat protejat.
La baza desemnării sitului se află mai multe specii protejate de  păsări (7): rață lingurar (Anas clypeata), rață fluierătoare (Anas penelope), rață pestriță (Anas strepera), stârc roșu (Ardea purpurea), chirighiță neagră (Chlidonias niger), grelușel-de-zăvoi (Locustella luscinioides), cresteț pestriț (Porzana porzana)